# Місцеві вибори в Києві 2020
Місцеві вибори в Києві 2020 — чергові вибори Київського міського голови та вибори депутатів Київської міськради, що відбулися 25 жовтня 2020 року.

## Вибори до міської ради
Вибори міської ради відбудуться за пропорційною системою. Для проходження до ради партія повинна набрати не менше 5 % голосів. Міського голову обиратимуть абсолютною більшістю: якщо жоден кандидат не набере понад 50 % голосів, буде призначено другий тур, до якого вийдуть два кандидати з найбільшою кількістю голосів.
У виборах взяли участь 24 партії (нумерація відповідно до жеребкування, проведеного територіальною виборчою комісією 6 жовтня):
1. Партія Шарія
2. ОПЗЖ
3. «Наш край»
4. Європейська Солідарність (Марина Порошенко, Володимир Прокопів, Леонід Ємець)
5. «Єдність» Олександра Омельченка
6. Громадянський рух «Хвиля»
7. «Пропозиція»
8. Перемога Пальчевського
9. Радикальна партія Олега Ляшка
10. Еко Партія Берези
11. Команда Левченка «Народовладдя»
12. Сила і Честь
13. За Майбутнє
14. Партія національного егоїзму
15. Екологічна Альтернатива
16. Разом сила
17. «Голос» (Максим Нефьодов, Зоя Ярош, Костянтин Богатов)
18. Правий сектор
19. Громадський рух Миколи Томенка «Рідна Країна»
20. Демократична Сокира (Юрій Гудименко, Паєвська Юлія, Антон Швець)
21. ВО «Свобода»
22. Слуга народу (Євгенія Кулеба, Михайло Присяжнюк, Олена Говорова)
23. УДАР Віталія Кличка (Віталій Кличко, Олександр Шовковський, Юлія Лимар)
24. ВО «Батьківщина» (Олексій Кучеренко, Віталій Нестор, Денис Москаль)

## Виборча система
Згідно з Постановою ВРУ № 3809 «Про призначення чергових місцевих виборів» на 25 жовтня 2020 року, для проведення виборів Київ було розділено на 10 територіальних виборчих округів, які збігаються з поточним адміністративно-територіальним поділом міста. Заявки на участь у виборах приймалися не раніше ніж за 90 днів і не пізніше ніж за 80 днів до дня виборів. Вибори пройдуть за пропорційною виборчою системою з відкритими списками.
У голосуванні вперше зможуть взяти участь внутрішньо переміщені особи з Криму і Донбасу, які живуть у Києві.

## Вибори міського голови

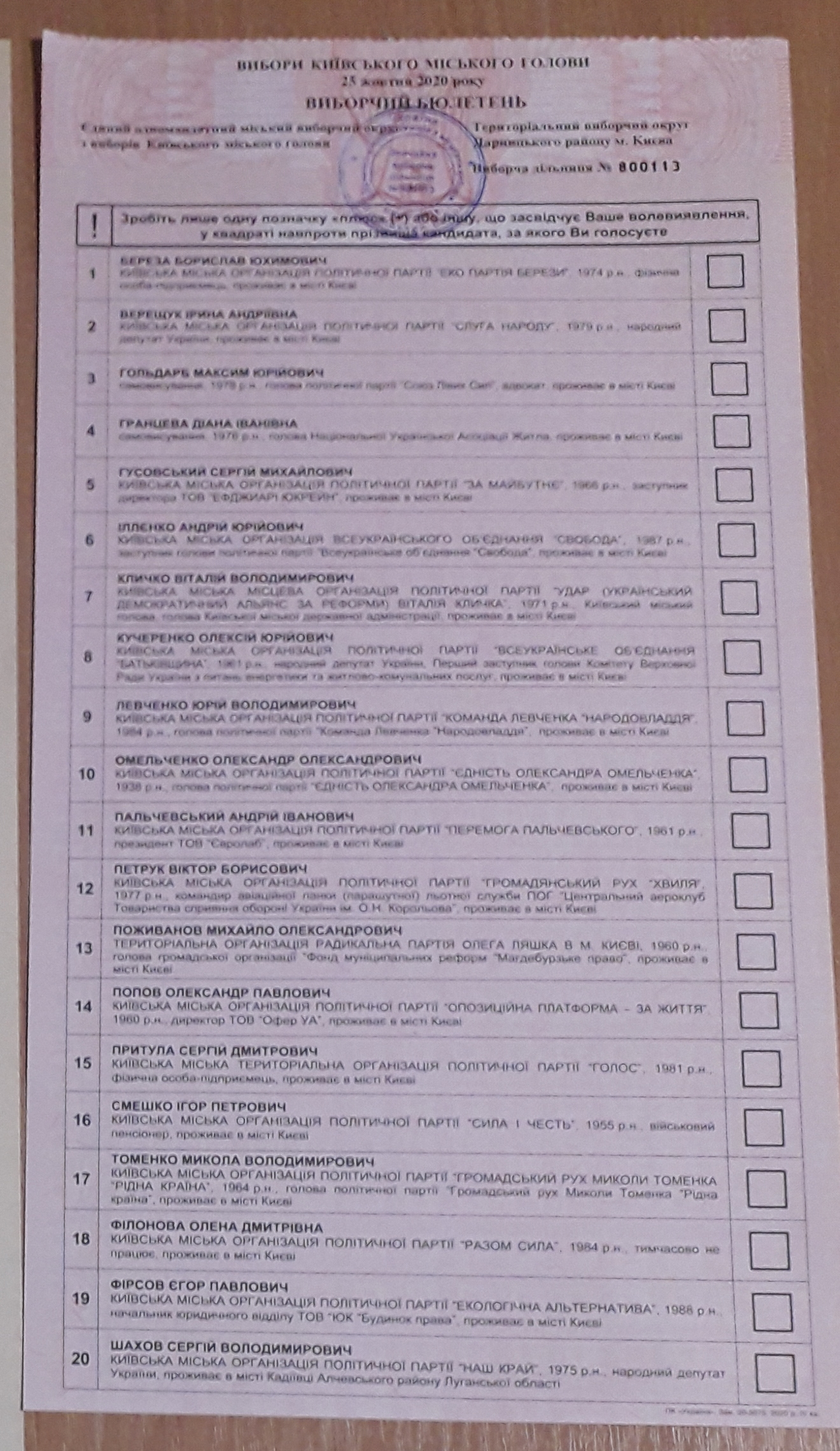
Бюлетень для виборів Київського міського голови

Офіційно виборча кампанія в Україні стартувала 5 вересня. Зареєструватися до ЦВК претенденти на посаду мера повинні були 15-24 вересня. Вони могли зняти свої кандидатури до 5 жовтня.
У виборах брали участь 20 кандидатів:
1. Борислав Береза («ЕкоПартія Берези»)
2. Ірина Верещук («Слуга народу»)
3. Максим Гольдарб («Союз лівих сил»)
4. Діана Гранцева (самовисування)
5. Сергій Гусовський («За майбутнє»)
6. Андрій Іллєнко («Свобода»)
7. Віталій Кличко («УДАР»)
8. Олексій Кучеренко («Батьківщина»)
9. Юрій Левченко («Команда Левченка „Народовладдя“»)
10. Олександр Омельченко («Єдність»)
11. Андрій Пальчевський — партія «Перемога Пальчевського»
12. Віктор Петрук — партія Громадянський рух «Хвиля»
13. Михайло Поживанов — Радикальна партія Ляшка
14. Олександр Попов — ОПЗЖ
15. Сергій Притула — партія Голос
16. Ігор Смешко — екскерівник СБУ, партія Сила і честь
17. Микола Томенко — партія Рідна країна
18. Олена Філонова — телеведуча програми «Ревізор», блогерка, партія «Разом сила»
19. Єгор Фірсов — партія Екологічна альтернатива
20. Сергій Шахов — партія Наш край

На посаду міського голови Києва балотувався Михайло Добкін — колишній голова Харківської ОДА (2010—2014), мер Харкова (2006—2010).
Мали намір брати участь у виборах на посаду міського голови Києва, але до 30 вересня не заявилися у ЦВК:
1. Богдан Андрій Йосипович («Слуга народу»)
2. Гончаренко Олексій Олексійович («Європейська солідарність»)
3. Дубінський Олександр Анатолійович («Слуга народу»)
4. Качура Олександр Анатолійович («Слуга народу»)
5. Ляшко Віктор Кирилович («Слуга народу»)
6. Нестор Віталій Романович («Батьківщина»)
7. Тищенко Микола Миколайович («Слуга народу»)

## Перебіг подій
16 вересня голова київського осередку партії ЄС Володимир Прокопів заявив, що партія підтримає Віталія Кличка на виборах мера, на що Кличко відповів, що він йтиме на вибори самостійно з власною партією УДАР.
Того ж дня стало відомо, що список партії ЄС до Київської міськради очолила Марина Порошенко, дружина п'ятого президента України Петра Порошенка.

## Екзит-поли
На місцевих виборах в Україні 25 жовтня 2020 року більшість провідних соціологічних компаній України (зокрема Київський міжнародний інститут соціології (КМІС), Центр соціальних і маркетингових досліджень SOCIS, Центр Разумкова, Фонд Демократичні ініціативи імені Ілька Кучеріва) не проводили власні екзит-поли.
Екзит-поли у Києві проводили:
- Соціологічна група «Рейтинг» групи компаній «Rating Group™»[13]
- Студія Савіка Шустера та телеканал Україна 24

| Вибори міського голови Києва | N | група «Рейтинг» | N | Україна 24 |
| Віталій Кличко               | 1 | 47,8 %          | 1 | 45,93 %    |
| Олександр Попов              | 2 | 8,6 %           | 2 | 9,62 %     |
| Сергій Притула               | 3 | 8,3 %           | 5 | 7,27 %     |
| Ірина Верещук                | 4 | 8,0 %           | 3 | 8,53 %     |
| Олексій Кучеренко            | 5 | 6,3 %           | 4 | 7,82 %     |

| Вибори до Київської міської ради | група «Рейтинг» | Україна 24 |
| Удар                             | 21,3 %          | 19,74 %    |
| ЄС                               | 18,0 %          | 17,76 %    |
| Слуга народу                     | 9,5 %           | 10,28 %    |
| Голос                            | 7,2 %           | 5,65 %     |
| Єдність                          | 6,8 %           | 5,94 %     |
| ОПЗЖ                             | 6,7 %           | 7,77 %     |
| Батьківщина                      | 6,6 %           | 8,61 %     |

## Результати

### Міська рада
Найбільшу фракцію в міській раді отримала партія «Європейська Солідарність» — 31 депутат, у партії мера Віталія Кличка «УДАР» — 30 депутатів. 14 депутатів має партія «Єдність», 12 —  ВО «Батьківщина», 12 — «ОПЗЖ», 12 — «Слуга народу», 9 — «Голос». Прохідний бар'єр у 5 % подолали 7 партій.
Загалом результати наступні:
| Місце | Партія                                        | % голосів | Кількість голосів | Зміна % 2020 до 2015 | Усього місць |
| ----- | --------------------------------------------- | --------- | ----------------- | -------------------- | ------------ |
| 1     | Європейська Солідарність                      | 20,52 %   | 141 978           | ▼ -7,04 %            | 31 / 120     |
| 2     | УДАР                                          | 19,98 %   | 138 239           | —                    | 30 / 120     |
| 3     | Єдність                                       | 8,74 %    | 60 496            | ▲ +0,93 %            | 14 / 120     |
| 4     | Опозиційна платформа — За життя               | 7,81 %    | 54 025            | —                    | 12 / 120     |
| 5     | Слуга народу                                  | 7,53 %    | 52 124            | —                    | 12 / 120     |
| 6     | ВО «Батьківщина»                              | 7,49 %    | 51 855            | ▼ -1,43 %            | 12 / 120     |
| 7     | Голос                                         | 5,97 %    | 41 327            | —                    | 9 / 120      |
| 8     | Перемога Пальчевського                        | 4,56 %    | 31 547            | —                    | —            |
| 9     | Сила і честь                                  | 3,31 %    | 22 915            | —                    | —            |
| 10    | ВО «Свобода»                                  | 3,14 %    | 21 754            | ▼ -4,59 %            | —            |
| 11    | Партія Шарія                                  | 2,71 %    | 18 779            | —                    | —            |
| 12    | Демократична Сокира                           | 1,63 %    | 11 299            | —                    | —            |
| 13    | Громадський рух Миколи Томенка «Рідна Країна» | 1,51 %    | 10 499            | —                    | —            |
| 14    | Команда Левченка «Народовладдя»               | 1,12 %    | 7 766             | —                    | —            |
| 15    | За Майбутнє                                   | 0,74 %    | 5 141             | —                    | —            |
| 16    | Екологічна Альтернатива                       | 0,65 %    | 4 529             | —                    | —            |
| 17    | Екопартія Берези                              | 0,64 %    | 4 491             | —                    | —            |
| 18    | Наш край                                      | 0,5 %     | 3 477             | ▲ +0,02 %            | —            |
| 19    | Правий сектор                                 | 0,37 %    | 2 560             | —                    | —            |
| 20    | Радикальна партія Олега Ляшка                 | 0,33 %    | 2 340             | ▼ -1,83 %            | —            |
| 11    | Пропозиція                                    | 0,24 %    | 1 688             | —                    | —            |
| 12    | Хвиля                                         | 0,21 %    | 1 496             | —                    | —            |
| 23    | Разом Сила                                    | 0,09 %    | 634               | —                    | —            |
| 24    | Партія національного егоїзму                  | 0,09 %    | 629               | —                    | —            |

### Міський голова
I тур
Чинний мер Віталій Кличко переміг на виборах у першому турі, отримавши 365 161 голос (50,52 %).
| Кандидат                                                           | %       | Голосів |
| ------------------------------------------------------------------ | ------- | ------- |
| 1. Віталій Кличко («УДАР»)                                         | 50,52 % | 365 161 |
| 2. Олександр Попов («ОПЗЖ»)                                        | 9,51 %  | 68 757  |
| 3. Сергій Притула («Голос»)                                        | 7,87 %  | 56 900  |
| 4. Олексій Кучеренко (ВО «Батьківщина»)                            | 6,33 %  | 45 823  |
| 5. Ірина Верещук («Слуга народу»)                                  | 5,44 %  | 39 321  |
| 6. Андрій Пальчевський («Перемога Пальчевського»)                  | 5,30 %  | 38 360  |
| 7. Ігор Смешко («Сила і честь»)                                    | 3,10 %  | 22 418  |
| 8. Олександр Омельченко («Єдність»)                                | 2,98 %  | 21 542  |
| 9. Микола Томенко («Громадський рух Миколи Томенка «Рідна Країна») | 2,08 %  | 15 039  |
| 10. Андрій Іллєнко (ВО «Свобода»)                                  | 2,00 %  | 14 519  |